# Волунтаризъм
Волунтаризъм (от лат., voluntarius – „доброволен“) – Филос. 1. Учение, отреждащо първостепенна роля на божествената или човешката воля. 2. Съгласно идеологическите определения на източния марксизъм волунтаризмът е идеалистическо течение, което обявява волята за първична и решаваща сила в света. Определя се като реакционно субективно идеологическо направление във философията, което отрича обективната закономерност и необходимост в природата, като приписва на волята решаващо, първично значение (Шопенхауер, Ницше).
Една от идеите на волунтаризма е, че човешките отношения трябва да се основават на доброволното сътрудничество и естествените закони, а не на политическия натиск. Алтернативни схващания на същата идея са панархизма и някои форми на анархизма, особено индивидуалистичният анархизъм.